# سید مرتضی شبستری
سید مرتضی شبستری (آبان ۱۲۸۵ نجف - آذر ۱۳۵۹) روحانی و قرآن‌پژوه و نماینده مجلس شورای ملی بود.
پدرش سید رضی از علمای بزرگ نجف بود. خودش نیز در حوزه علمیه نجف تحصیل کرد و در سالهای پایانی تحصیل با علامه طباطبایی هم‌درس و هم‌حجره بود. پس از پایان تحصیلات در نجف، دو سال در شبستر  و سپس تبریز اقامت کرد. در دوره نخست‌وزیری دکتر مصدق در سال ۱۳۳۱ به نمایندگی از تبریز به مجلس شورای ملی راه یافت.
پس از کودتای ۲۸ مرداد ۱۳۳۲ شبستری دیگر دخالتی در سیاست نداشت و به درس و بحث در دارالتبلیغ اسلامی قم و حسینیه ارشاد در تهران و امور مذهبی در مسجد ارک، مسجد محمدیه کوچه زیبا در خیابان خراسان و مسجد امجد در خیابان خوش مشغول بود. مجلس تفسیر او در مسجد ارک در میانه دهه پنجاه خورشیدی، جماعتی از دانشجویان به‌ویژه فعالان سیاسی را دور او گرد آورده بود.

## آثار
- تفسیر سوره حمد (چاپ بنیاد قرآن تهران)
- شب قدر و استجابت دعا(چاپ انتشارات اطلاعات)